# Renault Tracer
Renault Tracer är en serie bussar från Renault.
Serien ersatte Saviem S45 och tillverkades från 1991 till 2001, och finns med en 6-cylindrig turbodiesel med 253 hk.
Tracer ersatts 2001 av Irisbus Arés.
- Wikimedia Commons har media som rör Renault Tracer.